# Hagenbüchach
Hagenbüchach – miejscowość i gmina w Niemczech, w kraju związkowym Bawaria, w rejencji Środkowa Frankonia, w regionie Westmittelfranken, w powiecie Neustadt an der Aisch-Bad Windsheim, wchodzi w skład wspólnoty administracyjnej Hagenbüchach-Wilhelmsdorf. Leży około 12 km na południowy wschód od Neustadt an der Aisch, przy linii kolejowej Monachium – Würzburg – Hanower/Frankfurt nad Menem.

## Dzielnice
W skład gminy wchodzą następujące dzielnice: 
- Oberfembach
- Bräuersdorf
- Erlachsmühle
- Trübenbronn
- Brandhof